# Диэтаноламин
Диэтаноламин (N,N-Диэтаноламин, в просторечии иминодиэтанол) — органическое соединение, представитель класса аминоспиртов, густая маслянистая жидкость, смешивается с водой во всех отношениях, обладает сильными основными свойствами.

## Получение
Диэтаноламин получают действием аммиака на этиленхлоргидрин (2-хлорэтанол):
{\displaystyle {\mathsf {2HOCH_{2}CH_{2}Cl+NH_{3}\rightarrow (HOCH_{2}CH_{2})_{2}NH+2HCl}}}
В промышленности синтез диэтаноламина проводится присоединением аммиака к этиленоксиду:
{\displaystyle {\mathsf {2(CH_{2})_{2}O+NH_{3}\rightarrow (HOCH_{2}CH_{2})_{2}NH}}}
Наряду с диэтаноламином получаются также этаноламин и триэтаноламин.

## Применение
Применяются в технике в качестве эмульгатора и поверхностно-активного вещества, а также в различных процессах газоочистки, в том числе для извлечения углекислого газа из топочных газов при производстве сухого льда, также применяется в процессе обработки древесины, при производстве иминов. Является исходным веществом в промышленном синтезе лекарственного средства таурина.

## Безопасность
N,N-Диэтаноламин - малотоксичное вещество. Он фактически менее ядовит, чем 2-Аминоэтанол. Вещество относится к III классу опасности в соответствии с ГОСТ 12.1.007-76. ПДК в воздухе 5 мг/м3, ЛД50 на крысах - около 1800 мг/кг.